# Paronthobium simplex
Paronthobium simplex är en skalbaggsart som beskrevs av Fauvel 1903. Paronthobium simplex ingår i släktet Paronthobium och familjen bladhorningar.
Artens utbredningsområde är Nya Kaledonien. Inga underarter finns listade i Catalogue of Life.